# Type 1 (cannone anticarro 47 mm)
Il Type 1 è stato un cannone anticarro da 47 mm progettato e costruito dall'Impero giapponese durante la seconda guerra mondiale, prima arma di tal genere a disposizione dell'Esercito imperiale nipponico di discreta efficacia. Fu prodotto in un paio di migliaia di esemplari e fu adottato come arma principale a bordo di alcuni carri armati, come il Type 1 Chi-He, con canna accorciata. Tuttavia fu consegnato in numeri sufficienti troppo tardi alle truppe ed ebbe un impatto sul campo di battaglia inferiore alle aspettative.

## Storia

### Sviluppo
Per molti anni dopo la fine della prima guerra mondiale l'Esercito giapponese mancava ancora di un'arma anticarro vera e propria e tale deficienza fu colmata solo nella prima metà degli anni trenta, con la progettazione di un cannone apposito. Il pezzo d'artiglieria ottenuto, il Type 94 da 37 mm a fuoco rapido, riusciva a penetrare una piastra in acciaio spessa 32 mm da 500 metri con un angolo d'impatto a 30°: una prestazione sufficiente contro i carri armati dell'epoca ma che presto venne giudicata quantomeno modesta; i giapponesi procedettero quindi alla revisione del cannone non molto più tardi della sua entrata in servizio. Nel 1937 fu valutato e adottato il pari calibro Type 97, una copia appena modificata del tedesco PaK 36 costruito dalla Rheinmetall e con maggiore velocità iniziale della granata. Quest'arma, che era stata catturata alle forze nazionaliste cinesi, era in linea con gli standard della metà degli anni trenta, ma fu mantenuto troppo a lungo e vide perciò la sua efficacia ridursi quando durante il secondo conflitto mondiale vennero introdotti carri armati più corazzati; una conseguenza delle esperienze militari maturate dal Giappone in Cina, dove si trovò ad affrontare nemici forniti con sole piccole quantità di mezzi blindati. Tuttavia, a seguito della battaglia presso Nomonhan dell'estate 1939 l'Esercito imperiale, che aveva subito una dura sconfitta negli scontri con i carri armati sovietici, attivò l'Ufficio tecnico per mettere allo studio un cannone anticarro da 47 mm specificamente preposto alla distruzione di veicoli corazzati. Lo sviluppo durò fino a quasi tutto il 1941: prima della fine dell'anno il pezzo d'artiglieria venne immatricolato come "Type 1" dall'ultima cifra del corrente anno imperiale nipponico, vale a dire il 2601.

### Produzione
Il cannone anticarro Type 1 fu fabbricato a partire dai primi del 1942 presso il solo arsenale di Osaka, fino alla fine della guerra nel 1945: in totale furono prodotti 2 300 esemplari circa.

### Impiego operativo
Il cannone fu adoperato in combattimento per la prima volta nel 1943, ma la disponibilità rimase modesta per la scarsa capacità produttiva. Fu distribuito primariamente alle truppe stanziate in Cina e in Birmania; arrivato tardi sul fronte del Pacifico, il Type 1 registrò comunque successi contro i carri armati leggeri, quali l'M3/M5 Stuart, mentre nel contrastare il carro armato medio M4 Sherman riscontrò maggiori difficoltà. Sulle brevi distanze però poteva riuscirgli fatale, specie se lo colpiva ai fianchi dove la corazzatura era verticale e non molto spessa: durante la battaglia di Okinawa, infatti, i soldati giapponesi seppero infliggere gravi perdite ai blindati statunitensi sparando loro a bruciapelo da postazioni accuratamente mimetizzate.
Il Type 1 fu anche adoperato come cannone per carri armati, accorciandone la canna da 2,53 metri a 2,25 metri (in calibri da L/53,7 a L/48): il Type 97 Chi-Ha ebbe questo cannone come armamento della sua versione potenziata Shinhoto; allo stesso modo vennero equipaggiati il carro medio Type 1 Chi-He, successore del primo, e l'anfibio Type 3 Ka-Chi. Fu pure montato su due mezzi sperimentali, il cacciacarri Type 5 Ho-Ru e il carro armato leggero Type 5 Ke-Ho.

## Caratteristiche

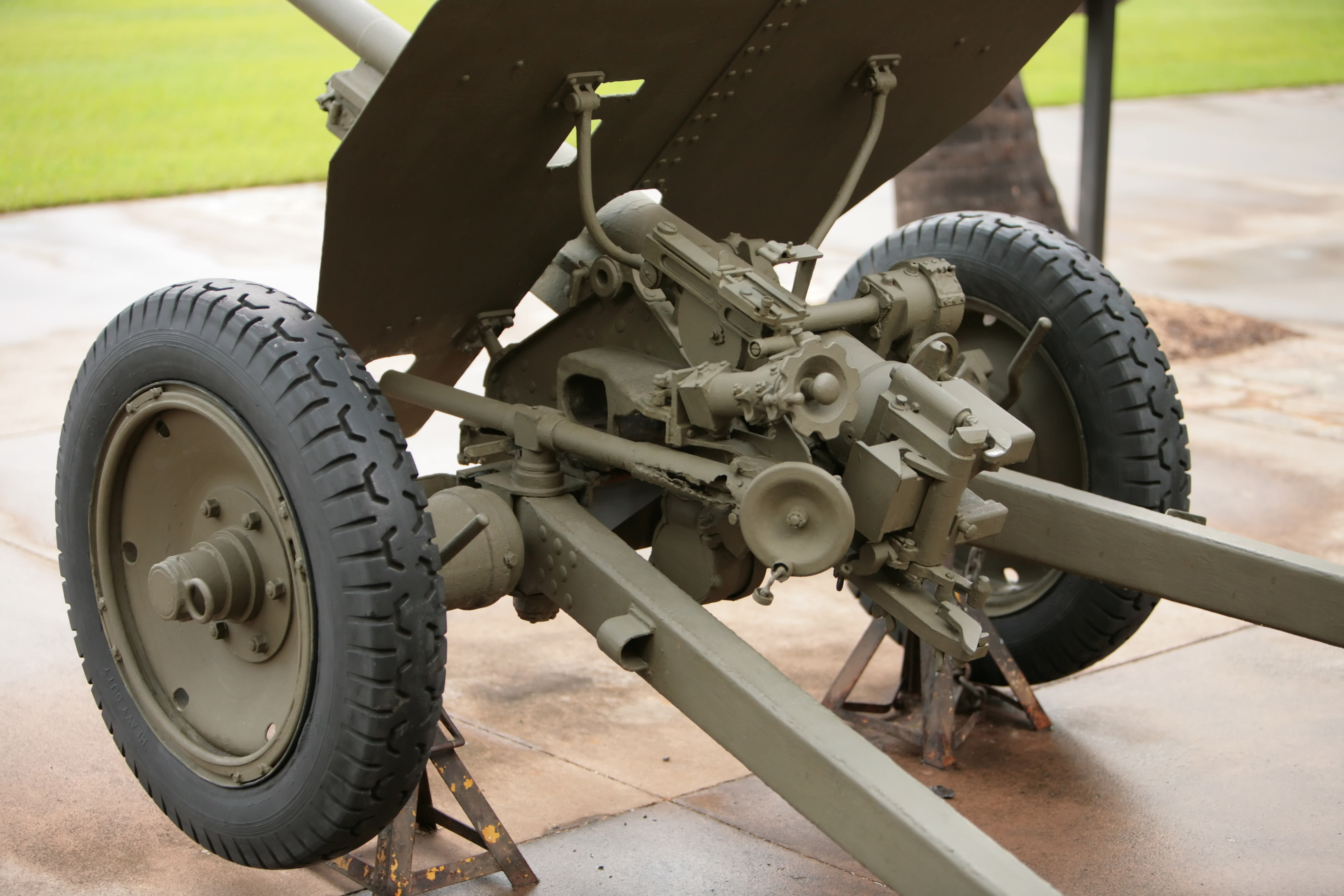
Particolare della culatta: si notano i sostegni dello scudo, i volantini per il puntamento, il supporto per il telescopio in alto a sinistra e, a destra, il tamburo d'alzo graduato

Il Type 1 presentava una conformazione convenzionale per l'epoca, con meccanismo di caricamento semiautomatico nella culatta, un affusto a due ruote e uno scudo. L'otturatore era semiautomatico a scorrimento orizzontale, copia semplificata di quello del PaK 36: dopo ogni sparo si apriva al ritorno in batteria grazie a un'aletta, posta in basso a sinistra al blocco otturatore, che azionava la camma di sblocco; il bossolo era dunque espulso e l'otturatore era tenuto aperto dall'estrattore vincolato a una scanalatura fresata nel blocco di culatta. All'inserimento della granata successiva, il bordo del fondello liberava l'estrattore e rilasciava una molla, montata in una struttura cilindrica sopra il blocco, che chiudeva l'otturatore. Il meccanismo di fuoco a percussione era assicurato alla parte bassa del blocco otturatore: era attivato con una cordicella oppure esercitando una pressione sul pulsante di sparo, sito al centro del volantino per l'alzo. Il meccanismo di sparo veniva armato a ogni ritorno in batteria. La canna scorreva allo sparo su di una slitta ed era vincolata al sistema di assorbimento del rinculo, formato da tre molle elicoidali contenute in un cilindro (riempito con circa due litri di una miscela di acqua e glicerina); all'interno del cilindro scorreva un pistone solidale con l'affusto, che comprimeva le molle al momento dello sparo, per poi riportare la canna in batteria grazie alla reazione delle molle compresse.
Le ruote in acciaio saldato avevano il battistrada composto da otto strati di gomma piena senza valvola di sfiato; gli pneumatici erano riempiti con materiale espanso ad aria. Lo scudo quadrangolare, piatto e inclinato, era spesso 4 mm e garantiva una certa protezione da schegge o proiettili di piccolo calibro ai tre addetti al funzionamento e impiego dell'arma. Era vincolato all'affusto superiore mediante quattro sostegni e presentava delle piccole feritoie per puntare il pezzo; era coadiuvato da una seconda piastra, di uguale spessore, che poteva essere unita all'affusto inferiore. Complessivamente tutto il sistema pesava 800 chili circa.
La doppia coda d'affusto in acciaio saldato poteva essere divaricata fino a un angolo massimo di 60°, consentendo un ampio settore per il brandeggio; alle due estremità si trovavano due vomeri piatti con un foro centrale per l'inserzione di piastre, al fine di stabilizzare il cannone durante le operazioni di fuoco. Quando si voleva spostare il pezzo con un veicolo, le code erano chiuse e i vomeri uniti con un blocco gancio-occhiello, ma per riposizionamenti tattici era spesso mosso dai soldati grazie al peso contenuto. L'alzo che copriva da -11° a +19° era ottenuto mediante un volantino e due serie di ingranaggi conici con alberi vincolati a vite senza fine: il meccanismo si trovava a sinistra del pezzo. Il puntamento avveniva tramite un mirino telescopico, fissato a un supporto su rotaia a sinistra dell'otturatore, e con l'ausilio di un tamburo con alzo graduato a destra dell'otturatore: questo era unito al supporto del mirino da una barra orizzontale sistemata eccentricamente, in modo che si adeguasse alla variazione dell'alzo. La gittata massima era pari a 6 900 metri.
La canna in acciaio lunga 2,53 metri, equivalenti a 53,7 calibri (L/53,7), aveva una pesante fascia di rinforzo alla volata. L'anima, forzata in un mantello protettivo, aveva una rigatura di sedici linee destrorse ed era lunga 2,12 metri. L'incremento della lunghezza della volata rispetto alle precedenti armi anticarro si tradusse in un'alta velocità iniziale dei proietti. Erano disponibili due diverse granate flangiate da 47 × 285 mm:
- la Type 1 APHE ("Armour Piercing, High Explosive") perforante per bersagli corazzati da 1,53 chili, che raggiungeva gli 826 m/s.[3] Quando la utilizzava contro piastre verticali, il cannone perforava 41 mm da 1 380 metri,[1] 52 mm da 1 000 metri, 64 mm da 500 metri[3] e 69 mm da 460 metri.[1] Una fonte, che riporta un peso leggermente inferiore (1,41 chili), afferma che l'energia cinetica nominale sviluppata era di 480 kilojoule.[2]
- la Type 1 HE ("High Explosive") esplosiva da 1,39 chili, adatta a battere obiettivi poco corazzati, a falciare la fanteria o distruggere postazioni campali provvisorie. Raggiungeva una velocità iniziale di 834 m/s.[1][6]